# Patrick Hoogmartens
Patrick Hoogmartens (Tongeren, 19 maggio 1952) è un vescovo cattolico belga, dal 25 ottobre 2004 vescovo di Hasselt.

## Biografia
È nato a Tongeren, nel Limburgo, nel 1952. 

### Formazione e ministero sacerdotale
Ha frequentato la scuola primaria e secondaria nella sua città natale, conseguendo poi la licenza in diritto e filosofia presso l'Università Cattolica di Lovanio. Ha proseguito quindi i suoi studi in teologia al seminario superiore di Sint-Truiden, ed è stato ordinato sacerdote il 4 luglio 1982 nella basilica di Tongeren. 
Si è recato poi a Roma, dove ha conseguito la licenza in teologia presso la Pontificia Accademia Alfonsiana. In seguito è divenuto cappellano della parrocchia di sant'Uberto a Runkst, quartiere di Hasselt. Nel 1989 è stato nominato direttore del seminario maggiore e responsabile dei diaconi permanenti della diocesi, mentre nel 1993 è stato nominato vicario episcopale per la pastorale giovanile.

### Ministero episcopale
L'8 luglio 1997 papa Giovanni Paolo II lo ha nominato vescovo coadiutore di Hasselt. Ha ricevuto la consacrazione episcopale il 26 ottobre successivo nella cattedrale di San Quintino ad Hasselt dalle mani del vescovo Paul Schruers, vescovo di Hasselt, co-consacranti il cardinale Godfried Danneels, arcivescovo metropolita di Malines-Bruxelles, e i vescovi Albert Jean Charles Ghislain Houssiau, vescovo di Liegi, Eugeen Laridon, vescovo ausiliare di Bruges, e Alexis Habiyambere, vescovo di Nyundo.
Il 25 ottobre 2004, in seguito alla rinuncia per raggiunti limiti d'età di Schruers, gli è succeduto come vescovo di Hasselt.
Nel settembre del 2022 i vescovi belgi di lingua fiamminga - Jozef De Kesel di Malines-Bruxelles, Johan Jozef Bonny di Anversa, Lodewijk Aerts di Bruges, Lode Van Hecke di Gand e Patrick Hoogmartens di Hasselt – hanno pubblicato una liturgia per la benedizione delle coppie omosessuali.

## Genealogia episcopale
La genealogia episcopale è:
- Vescovo Johannes Wolfgang von Bodman
- Vescovo Marquard Rudolf von Rodt
- Vescovo Alessandro Sigismondo di Palatinato-Neuburg
- Vescovo Johann Jakob von Mayr
- Vescovo Giuseppe Ignazio Filippo d'Assia-Darmstadt
- Arcivescovo Clemente Venceslao di Sassonia
- Arcivescovo Massimiliano d'Asburgo-Lorena
- Vescovo Kaspar Max Droste zu Vischering
- Vescovo Joseph Louis Aloise von Hommer
- Vescovo Nicolas-Alexis Ondernard
- Vescovo Jean-Joseph Delplancq
- Cardinale Engelbert Sterckx
- Vescovo Jean-Joseph Faict
- Cardinale Pierre-Lambert Goossens
- Vescovo Martin-Hubert Rutten
- Vescovo Louis-Joseph Kerkhofs
- Vescovo Guillaume Marie van Zuylen
- Vescovo Jozef-Maria Heuschen
- Vescovo Paul Schruers
- Vescovo Patrick Hoogmartens